# Matayba macrocarpa
Matayba macrocarpa là một loài thực vật có hoa trong họ Bồ hòn. Loài này được Gereau mô tả khoa học đầu tiên năm 1990.